# Béla Bakosi
Béla Bakosi (* 18. Juni 1957 in Kemecse, Komitat Szabolcs-Szatmár-Bereg) ist ein ehemaliger ungarischer Dreispringer. 1982 wurde er Dritter bei den Europameisterschaften.

## Karriere
1979 bei den Halleneuropameisterschaften in Wien belegte Bakosi mit 16,30 m den fünften Platz. In der Freiluftsaison gewann er seinen ersten von acht ungarischen Meistertiteln im Dreisprung und seinen einzigen ungarischen Meistertitel im Weitsprung. 1980 siegte Bakosi bei den Halleneuropameisterschaften in Sindelfingen mit 16,86 m und 35 Zentimetern Vorsprung auf den zweitplatzierten Jaak Uudmäe aus der Sowjetunion. Bei den Olympischen Spielen 1980 in Moskau sprangen drei Athleten weiter als 17 Meter, Jaak Uudmäe gewann mit 17,35 m Gold; Béla Bakosi erreichte ebenfalls das olympische Finale und belegte mit 16,47 m den siebten Platz.
1982 gewann Bakosi bei den Halleneuropameisterschaften in Mailand mit 17,13 m seinen zweiten Titel. Bei den Europameisterschaften in Athen übersprangen wie 1980 in Moskau drei Athleten die 17-Meter-Marke, hinter dem Briten Keith Connor und Wassili Grischtschenkow aus der Sowjetunion erhielt Bakosi für 17,04 m die Bronzemedaille. Ebenfalls Bronze erkämpfte Bakosi bei den Halleneuropameisterschaften 1983 in Budapest, mit 16,90 m lag er hinter den sowjetischen Springern Mykola Mussijenko und Gennadi Waljukewitsch. Bei den 1983 erstmals ausgetragenen Weltmeisterschaften in Helsinki belegte Bakosi mit 16,83 m den siebten Platz.
Bei den Halleneuropameisterschaften 1984 in Göteborg sprang Bakosi 17,15 m und erhielt erneut die Bronzemedaille. In der Freiluftsaison 1985 gewann er in Budapest seinen sechsten ungarischen Meistertitel im Dreisprung; seine Weite von 17,23 m blieb ungarischer Rekord, bis 1998 Zsolt Czingler einen Zentimeter weiter sprang. 1986 gewann er bei den Halleneuropameisterschaften in Madrid mit 16,93 m seine dritte Bronzemedaille bei Halleneuropameisterschaften. Bei den Europameisterschaften in Stuttgart im Sommer qualifizierte sich Bakosi mit windunterstützten 16,83 m für das Finale, dort gelangen ihm aber lediglich 16,09 m und der zwölfte Platz. Bei den Halleneuropameisterschaften 1988 vor heimischem Publikum in Budapest sprang Bakosi mit 17,25 m zwei Zentimeter weiter als sein ungarischer Freiluftrekord, mit dieser Weite gewann er Silber hinter Oleg Sakirkin aus der Sowjetunion; es war Bakosis sechste und letzte Medaille bei Halleneuropameisterschaften.
Béla Bakosi 1,80 m groß und wog in seiner aktiven Zeit 67 kg.

## Persönliche Bestleistungen
- Dreisprung: 17,23 m, 29. Juli 1985, Budapest
  - Halle: 17,25 m, 6. März 1988, Budapest